# Tweede Kamerverkiezingen 1982/Kandidatenlijst/RKPN
De kandidatenlijst voor de Tweede Kamerverkiezingen 1982 van de Rooms Katholieke Partij Nederland (RKPN) was als volgt:

## De lijst
1. Klaas Beuker - 9.518 stemmen
2. Winand Leschot - 907
3. J.A. Bomans - 152
4. Frans van Erp - 81
5. A.F. Reebergen - 74
6. J. Hoogland - 44
7. Peter Jansen - 57
8. A.F.M. de Kok - 68
9. J.A.H. de Bekker - 25
10. J. Kapteijn - 72
11. S.J. Ettema-Stoelinga - 36
12. J.P. Winnubst - 14
13. G.B. Marcus - 27
14. J.B. Meilink Szn. - 15
15. C.K.J.A. Lutkemeier-Wolf - 24
16. W.C.D. Hoogendijk - 13
17. H.E. Dijkstra - 24
18. A. van 't Hooft - 31
19. H.M. du Chatenier - 33
20. M.J.J.M. Schenkels - 24
21. W.J. Arets - 46
22. L.W.M. Hagenaars - 26
23. M. Kooy-Way - 14
24. H.A. Jansen - 32
25. P. Groot - 12
26. B.J. Lubbers - 35
27. Th.J. de Haas - 60
28. Paul Julien - 41
29. A.M.M. de Jong - 91
30. Jan Leechburch Auwers - 1.056

CDA · PvdA · VVD · D'66 · PSP · CPN · SGP · PPR · RPF · GPV · Rechtse Volkspartij · Centrumpartij · EVP · NVU · Kleine Partij · God Met Ons · PPBMWM · SP · DS'70 · RKPN
1972 · 1977 · 1981 · 1982